# Йозеф-Марія П'єль
Йо́зеф-Марі́я П'єль (Joseph Maria Piel; 8 червня 1903, Моранж, Лотарингія, Німеччина — 28 травня 1992, Трір, ФРН — німецький філолог і лінгвіст. Він відомий, в першу чергу своїми студіями з романістики і, зокрема з галісійсько-португальської мовознавчої проблематики, якій присвятив значну частину своїх робіт з антропонімії та топоніміки.

## З життєпису
Народився в Лотарингії, яка на той час входила до складу Німеччини. Дитинство провів у Трірі. 
Вивчав філологію в університетах Фрайбурга, Берліна та Бонна, спеціалізуючись на романській філології. Він був безпосереднім учнем Вільгельма Майєра-Любке, тодішнього загальновизнаного наукового авторитета в романістиці.
Через кілька років після закінчення навчання переїхав до Португалії, де в 1929 році став  асистентом професора в Університеті Коїмбри. У 1938 році він прийняв кафедру філологічного факультету цього ж університету, що уможливило для нього оминути війну в наступні роки. 
У 1953 році Йозеф-Марія П'єль повернувся до Німеччини, де обіймав посаду очільника кафедри романської філології в Кельнському університеті до 1968 року, коли повернувся до Лісабона. 
Був членом Португальської академії історії (Academia Portuguesa da História) та Королівської Галісійської академії (Real Academia Galega).

## Вибрана бібліографія[6]
- Contribuções para o léxico etimológico português. Coimbra. Universidad de Coimbra. 1930.
- Os nomes germânicos na toponimia galego-portuguesa. Lisboa. Centro de Estudos Filológicos. Vol. I, 1936. Vol. II, 1945.
- Miscelânea de etimologia portuguesa e galega (primeira série). Coimbra. 1953, XII + 391 págs.
- Hispano-gotisches Namenbuch (у співавторстві з Dieter Kremer). Heidelberg. 1976.

Граматика
- Observações acerca do vocalismo mirandês, in Biblos, VI, 1930, págs. 187-190.
- A formação dos substantivos abstractos em português, in Biblos, XVI, 1940, págs. 211-273.
- Considerações sobre a metafonia portuguesa, in Biblos, 18, 1942, págs. 365-371.

Лексика та етимологія
- Os nomes populares da codorniz, in Revista de Portugal, série A, XV, 1949, págs. 57-65.
- Do grego-latino thalamus ao brasileiro tambo, in Ibérida, I, 1959, págs. 63-68.
- Beiträge zu einem galizischen etymologischen Wörterbuch, in Wort und Text. Festschrift für Fritz Schalk. Frankfurt am Main. 1963, págs. 83-100.
- Caractères Généraux et Sources du Lexique Galicien, in Actes du Xème Congrès International de Linguistique et Philologie Romane, III, París. 1965
- Apontamentos de etimologia galega, in Estudos Filológicos. Homenagem a Serafim da Silva Neto. Río de Janeiro. 1967, págs. 149-154.
- Uma etimologia bem estabelecida, aventurosamente contestada: bravo < barbarus, in Verba. Anuario Galego de Filologia, 3, 1976, págs. 5-10.
- Galego abouxar, sardo (a)boginare, português bugiar, español voznar, in Revista de Dialectología y Tradiciones Populares, 32, 1976, págs. 461-466.

Ономастика та топонімія
- As águas na toponímia galego-portuguesa, in Boletim de Filologia, VIII, 4, 1945-1947, págs. 305-342.
- Nomes de possessores latino-cristãos na toponímia asturo-galego-portuguesa, in Biblos, XXIII, 1947, págs. 143-202 y 283-407.
- Nomes de lugar referentes ao relêvo e ao aspecto geral do solo, in Revista Portuguesa de Filologia, I, 1947, pág. 168 y ss.
- Die ältesten Personennamen Kataloniens in ihrem Verhältnis zu den altspanischen und altsportugiesischen. Barcelona. 1954.
- Antroponimia germánica, in Enciclopedia Lingüística Hispánica, t. I. Madrid. 1960, págs. 421-444.
- Miscelânea toponímica peninsular, in Revista Portuguesa de Filologia, I, pág. 221 y ss.
- Sobre uma suposta identificação do topónimo galego-português Groba, Grova etc, com o etnónimo pré-romano Grovii, in Verba. Anuario Galego de Filologia, 1, 1974, págs. 62-67.
- Vilarmosén, Rosén e outros topónimos congéneres da província de Orense, in Boletín Auriense, tomo 5, 1975, págs. 287-289.
- Sobre miragens de pré-história onomástico-lexical galega, a propósito do galego Becerreá, in Grial, 64, 1979, págs. 129-139.
- Respiga de antro-toponímia galega de origem latina, in Verba. Anuario Galego de Filologia, págs. 125-152.

Видання літературних творів
- Livro dos Oficios de Marco Túlio Cicerón do qual tirou linguagem o Infante D. Pedro. Coimbra. Universidad de Coimbra. 1948.
- D. Duarte, Livro da ensinança de bem cavalgar toda sela. Lisboa. Casa da Moeda. 1986.